# Roelof Groen
Roelof Groen (Giethoorn, 17 augustus 1952) is een voormalig Nederlands wielrenner.
Hij nam tweemaal deel aan de Ronde van Spanje. In 1978 werd hij 62e in het eindklassement, en in 1980 eindigde hij in 3 achtereenvolgende etappes in de top 20 van de rituitslag (4e, 7e en 18e plaats in resp. etappe 2, 3 en 4), maar viel in de 8e etappe uit.
Na zijn wielercarrière is hij actief als ploegleider/coach van marathonschaatsploegen.

## Belangrijkste overwinningen
1973
NK op de weg, militairen
1980
criterium Galder
criterium Gunzgen ()
criterium Dietikon ()
criterium Nacht van Maastricht

## Resultaten in voornaamste wedstrijden
| Jaar | Ronde van Italië | Ronde van Frankrijk | Ronde van Spanje |
| ---- | ---------------- | ------------------- | ---------------- |
| 1976 |                  |                     |                  |
| 1977 |                  |                     |                  |
| 1978 |                  |                     | 62e              |
| 1979 |                  |                     |                  |
| 1980 |                  |                     | opgave           |
| 1981 |                  |                     |                  |

| Jaar | Gent-Wevelgem | Amstel Gold Race | Ronde van Nederland | Omloop Het Volk | Parijs-Nice |
| ---- | ------------- | ---------------- | ------------------- | --------------- | ----------- |
| 1976 |               |                  | 32e                 |                 |             |
| 1977 |               |                  | 30e                 |                 |             |
| 1978 |               |                  | 42e                 |                 |             |
| 1979 |               |                  | 27e                 |                 |             |
| 1980 | 34e           | 25e              | 9e                  |                 | 58e         |
| 1981 |               |                  |                     | 24e             |             |

## Ploegen
- 1976 - Ormas-Sharp (vanaf 01-08)
- 1977 - Ruysdael-De Kruik-Piccadilly (vanaf 25-04), Peugeot-Esso-Michelin
- 1978 - Bode Deuren-Shimano
- 1979 - Fangio-Iso-Bel (tot 14-04), HB Alarmsystemen (vanaf 15-04)
- 1980 - HB Alarmsystemen
- 1981 - HB Alarmsystemen

Wielerploegen van Roelof Groen
Béon ·
Bourreau ·
Braun ·
Campaner ·
J-L. Danguillaume ·
J-P. Danguillaume ·
Dard ·
Delépine ·
Duclos-Lassalle ·
Esclassan ·
Groen ·
Hézard ·
Küster ·
Laurent ·
Linard ·
Ovion ·
Sibille · 
Simonnot ·
Talbourdet ·
Thévenet ·
Toso ·
Tschan ·
Vandenbroucke